# 拉塔昆加
拉塔昆加（西班牙語：Latacunga）是厄瓜多爾的城鎮，也是科托帕希省的首府，位於該國中部，距離首都基多89公里，始建於1557年4月12日，面積10平方公里，海拔高度2,750米，2005年人口57,127。

## 外部連結
- www.codeso.com Map of the Cotopaxi Province （页面存档备份，存于）
- Travel Information about Latacunga